# Vesterland Sogn
Vesterland Sogn (tysk Kirchspiel Westerland) er et sogn på øen Sild i Sydslesvig, tidligere Landskabet Sild (også Sild Herred, Tønder Amt), nu i Sild Kommune i Nordfrislands Kreds. Hørnum fik i 1900-tallet en egen kirke.
I Vesterland Sogn findes flg. stednavne:
- Hørnum
- Rantum
- Vesterland
- Øster-, Sønder- og Vester Hede (Hedig)
- Øster-, Vester- og Sønderende